# Офис открытого типа
Офис открытого типа (англ. Open plan office) — это вариант планировки офисного помещения, при котором характерными чертами являются большое количество свободного пространства для служащих низшего и среднего уровней, несколько больших и просторных кабинетов для менеджеров высшего звена, небольшое количество закрытых переговорных комнат и наличие комнаты отдыха. Большое помещение для служащих низшего и среднего уровней разделено на рабочие пространства перегородками средней высоты, которые зачастую являются частью столов и создают кубикл. Стены между свободным пространством, кабинетами менеджеров высшего звена, переговорными комнатами и комнатами отдыха чаще всего выполняются из стекла, чтобы поддерживать концепт офиса открытого типа.

## История
Весной 1962 года студенту 4 курса архитектурного факультета Фрэнку Даффи (Великобритания) было задано создать план офисного помещения. Даффи начал изучать специальную литературу и наткнулся на фотографию и заметку об одном эксперименте, проведенном в Германии. Даффи вспоминал, что на фотографии рабочие столы были расставлены органично, было много цветов в горшках и ковер на полу. Именно этот проект мюнхенского офиса открытого типа компании Osram привлек внимание молодого лондонского архитектора. Однако этот офис отличался от современных образцов офисов открытого типа.
Первые подобные офисы появились ещё сто лет назад, когда архитекторы викторианской эпохи стали впервые использовать чугунные перекрытия для создания больших помещений.
Идея понравилась американцам, которые в период «индустриального бума» решили создать клеркам условия конвейера: служащие были рассажены рядами за столы и офис стал напоминать школьные классы, только без учителей. Те, кто двигался вверх по служебной лестнице, получали собственные кабинеты, а начальник размещался в кабинете с круговым обзором, чтобы контролировать рабочий процесс.

### Офисный ландшафт
В Северной Америке такая планировка долго считалась самой продуктивной, однако в Европе, особенно в Германии, после Второй мировой войны появилась обратная тенденция. Новую концепцию, которую разработала консалтинговая фирма Quickborner, назвали «офисный ландшафт» (нем. Bürolandschaft).
«На первый взгляд, в офисном ландшафте все столы разбросаны в беспорядке, под разным углом друг к другу, образуя рабочие зоны разной величины и конфигурации. Однако на самом деле, как поясняет Даффи, в этом хаосе скрывается четкий порядок, основанный на детальном изучении взаимоотношений между различными департаментами и отдельными лицами. Если в старых офисах болтовня сотрудников не поощрялась, то обстановка новых, напротив, побуждала их к обмену мнениями. Менеджеры стали во всех отношениях ближе к сотрудникам, ликвидация кабинетов позволила заметно сэкономить средства, а повышение по службе не означало больше отрыв от коллектива, разве что счастливчик получал стол побольше».

## Типы рабочего пространства в офисах открытого типа
- Командно-ориентированное большое рабочее помещение (англ. Team-oriented ‘bullpen’) — сотрудники свободно слышат и видят друг друга, однако их рабочие места сгруппированы в команды.
- Рабочие места с высокими перегородками (англ. High-panelled cubicles) — сотрудники не видят друг друга, сидя за рабочим местом.
- Рабочие места с низкими перегородками (англ. Low-panelled cubicles) — сотрудники видят друг друга, сидя за рабочим местом.
- Кластерное рабочее пространство (англ. Clusters) — группа рабочих мест с низкими перегородками, огороженные высокими перегородками от других рабочих команд.

## Достоинства офиса открытого типа

### Финансовые преимущества
- Сокращение расходов на содержание офиса (меньшая стоимость аренды помещения или земли, меньше затрат на строительство).
- Возможность вместить в одном помещении больше сотрудников, чем в других типах офиса, позволяющая сократить расходы на каждое рабочее место.
- Возможность быстрой, простой и менее затратной перестановки мебели и оборудования.

### Коммуникационные преимущества
- Увеличение частоты и упрощение коммуникации между сотрудниками. Коммуникация от формальной постепенно тяготеет к неформальной.
- Создание единого коллектива и дружеской обстановки в нём.
- Увеличение удовлетворения от работы[источник не указан 2005 дней].
- Усиление мотивации сотрудников.
- Возможность создания единого дизайна помещения, определяющего культуру общения в офисе.
- Отсутствие строгой иерархии сотрудников[источник не указан 2005 дней].
- Коллективное обсуждение и решение бизнес-задач[2].

## Недостатки офиса открытого типа
- Так как человек обладает очень малой пропускной способностью для обработки речевого ввода, шум в офисе очень негативно отражается на производительности. Согласно данным Джулиана Трежэра, производительность в офисах открытого типа сокращается на 66 % из-за постоянного шума и составляет лишь 1/3 от возможной[3].
- Неконтролируемое общение между сотрудниками, которого практически невозможно избежать[2]. Согласно исследованию Калифорнийского Университета, проведенному в 2010 году, в среднем сотруднику требуется 25 минут, чтобы вновь включиться в процесс выполнения задач, после того как его прервали. Таким образом, если сотрудника оторвали от работы 16 раз за 8-часовой рабочий день, то ему даже не имеет смысла приходить на работу[4].
- Невозможность сосредоточения на личных заданиях. Отсутствие границ между сотрудниками приводит к тому, что каждый больше помогает коллеге, нежели сосредотачивается на выполнении собственных задач[5].
- Отсутствие личного пространства. Причиной является иллюзия того, что при отсутствии стен между сотрудниками процесс выработки новых идей и решений упростится и перейдет на более качественный уровень. Однако современная тенденция такова, что при отсутствии личного пространства у сотрудников разговоры между ними становятся менее желанными и продолжительными. Сотрудники чаще избегают общения со своими коллегами, так как разговор перестает быть приватным и может быть услышанным всем офисом[5].
- Психологическая перегрузка и «перестимулирование» сотрудников.
- Стресс[2].
- Благоприятные условия для воздушно-капельной передачи инфекций.

## Альтернативы офисам открытого типа
1970-е годы: в Германии, Голландии, Швеции и Италии был принят закон, позволяющий работникам выбирать, в каких офисах им работать. На смену офисам открытого типа в Северной Европе пришли модульные офисы, состоящие из отдельных крыльев и коридоров, соединяющих отдельные кабинеты.
Великобритания и США остаются приверженцами офисов открытого типа, так как они самые экономичные в содержании.